# Italia en la Eurocopa 1988
La Selección de fútbol de Italia fue una de las 8 selecciones participantes en la Eurocopa 1988, que se llevó a cabo entre el 10 de junio y el 25 de junio de 1988 en Alemania. Fue la tercera participación de Italia en la Eurocopa.
Italia, fue designado al grupo A. Compartió su grupo con el anfrition Alemania Federal, España y Dinamarca. Casualmente el «grupo de la muerte».
En el primer encuentro del grupo empataron 1-1 contra la Alemania Federal. En el segundo partido se impusieron 1-0 a España. En el último compromiso del grupo también doblegaron a Dinamarca 2-0. Y de esa manera logró avanzar a la semifinal como segundo de su grupo por detrás de la selección teutona.
En semifinales fueron derrotados con autoridad por 2-0 contra la Unión Soviética y así Italia culminó su participación en semifinales.

## Clasificación
| Equipo   | Pts | PJ | PG | PE | PP | GF | GC | Dif |
| -------- | --- | -- | -- | -- | -- | -- | -- | --- |
| Italia   | 13  | 8  | 6  | 1  | 1  | 16 | 4  | 12  |
| Suecia   | 10  | 8  | 4  | 2  | 2  | 12 | 5  | 7   |
| Portugal | 8   | 8  | 2  | 4  | 2  | 6  | 8  | -2  |
| Suiza    | 7   | 8  | 1  | 5  | 2  | 9  | 9  | 0   |
| Malta    | 2   | 8  | 0  | 2  | 6  | 4  | 21 | -17 |

| Fecha                   | Lugar    |          |                     | Resultado |                     |          |
| ----------------------- | -------- | -------- | ------------------- | --------- | ------------------- | -------- |
| 15 de noviembre de 1986 | Milán    | Italia   | Bandera de Italia   | 3:2 (1:1) | Bandera de Suiza    | Suiza    |
| 6 de diciembre de 1986  | Ta' Qali | Malta    | Bandera de Malta    | 0:2 (0:2) | Bandera de Italia   | Italia   |
| 24 de enero de 1987     | Bergamo  | Italia   | Bandera de Italia   | 5:0 (5:0) | Bandera de Malta    | Malta    |
| 14 de febrero de 1987   | Lisboa   | Portugal | Bandera de Portugal | 0:1 (0:1) | Bandera de Italia   | Italia   |
| 3 de junio de 1987      | Solna    | Suecia   | Bandera de Suecia   | 1:0 (1:0) | Bandera de Italia   | Italia   |
| 17 de octubre de 1987   | Berna    | Suiza    | Bandera de Suiza    | 0:0       | Bandera de Italia   | Italia   |
| 14 de noviembre de 1987 | Nápoles  | Italia   | Bandera de Italia   | 2:1 (1:1) | Bandera de Suecia   | Suecia   |
| 5 de diciembre de 1987  | Milán    | Italia   | Bandera de Italia   | 3:0 (1:0) | Bandera de Portugal | Portugal |

## Jugadores
| #  | Nombre               | Posición      | Club              |
| -- | -------------------- | ------------- | ----------------- |
| 1  | Walter Zenga         | Portero       | FC Internazionale |
| 2  | Franco Baresi        | Defensa       | AC Milan          |
| 3  | Giuseppe Bergomi     | Defensa       | FC Internazionale |
| 4  | Roberto Cravero      | Defensa       | Torino FC         |
| 5  | Ciro Ferrara         | Defensa       | SSC Nápoles       |
| 6  | Riccardo Ferri       | Defensa       | FC Internazionale |
| 7  | Giovanni Francini    | Defensa       | SSC Nápoles       |
| 8  | Paolo Maldini        | Defensa       | AC Milan          |
| 9  | Carlo Ancelotti      | Mediocampista | AC Milan          |
| 10 | Luigi De Agostini    | Defensa       | Juventus FC       |
| 11 | Fernando De Napoli   | Mediocampista | SSC Nápoles       |
| 12 | Stefano Tacconi      | Portero       | Juventus FC       |
| 13 | Luca Fusi            | Mediocampista | UC Sampdoria      |
| 14 | Giuseppe Giannini    | Mediocampista | AS Roma           |
| 15 | Francesco Romano     | Defensa       | SSC Nápoles       |
| 16 | Alessandro Altobelli | Delantero     | FC Internazionale |
| 17 | Roberto Donadoni     | Mediocampista | AC Milan          |
| 18 | Roberto Mancini      | Delantero     | UC Sampdoria      |
| 19 | Ruggiero Rizzitelli  | Delantero     | AC Cesena         |
| 20 | Gianluca Vialli      | Delantero     | UC Sampdoria      |
| DT | Azeglio Vicini       |               |                   |

## Participación

### Grupo A
| Selección        | Pts | PJ | PG | PE | PP | GF | GC | Dif |
| ---------------- | --- | -- | -- | -- | -- | -- | -- | --- |
| Alemania Federal | 5   | 3  | 2  | 1  | 0  | 5  | 1  | 4   |
| Italia           | 5   | 3  | 2  | 1  | 0  | 4  | 1  | 3   |
| España           | 2   | 3  | 1  | 0  | 2  | 3  | 5  | −2  |
| Dinamarca        | 0   | 3  | 0  | 0  | 3  | 2  | 7  | −5  |

| 10 de junio de 1988, 20:15 | Alemania Federal | 1:1 (0:0) | Italia      | Rheinstadion, Düsseldorf                                  |                                                           |
|                            | Brehme 55'       |           | Mancini 52' | Asistencia: 62 552 espectadores Árbitro(s): Keith Hackett | Asistencia: 62 552 espectadores Árbitro(s): Keith Hackett |

| 14 de junio de 1988, 20:15 | Italia     | 1:0 (0:0) | España | Waldstadion, Fráncfort del Meno                              |                                                              |
|                            | Vialli 73' |           |        | Asistencia: 51 790 espectadores Árbitro(s): Erik Fredriksson | Asistencia: 51 790 espectadores Árbitro(s): Erik Fredriksson |

| 17 de junio de 1988, 20:15 | Italia                          | 2:0 (0:0) | Dinamarca | Estadio Müngersdorfer, Colonia                           |                                                          |
|                            | Altobelli 67' · De Agostini 87' |           |           | Asistencia: 53 951 espectadores Árbitro(s): Bruno Galler | Asistencia: 53 951 espectadores Árbitro(s): Bruno Galler |

### Semifinales
| 22 de junio de 1988, 20:15                                                                  | Unión Soviética                 | 2:0 (0:0) | Italia | Neckarstadion, Stuttgart                                  |                                                           |
|                                                                                             | Litovtchenko 58' · Protásov 62' |           |        | Asistencia: 61 606 espectadores Árbitro(s): Alexis Ponnet | Asistencia: 61 606 espectadores Árbitro(s): Alexis Ponnet |
| Primera derrota de Italia en una Eurocopa, luego de tres participaciones en la competición. |                                 |           |        |                                                           |                                                           |

## Estadísticas

### Posiciones

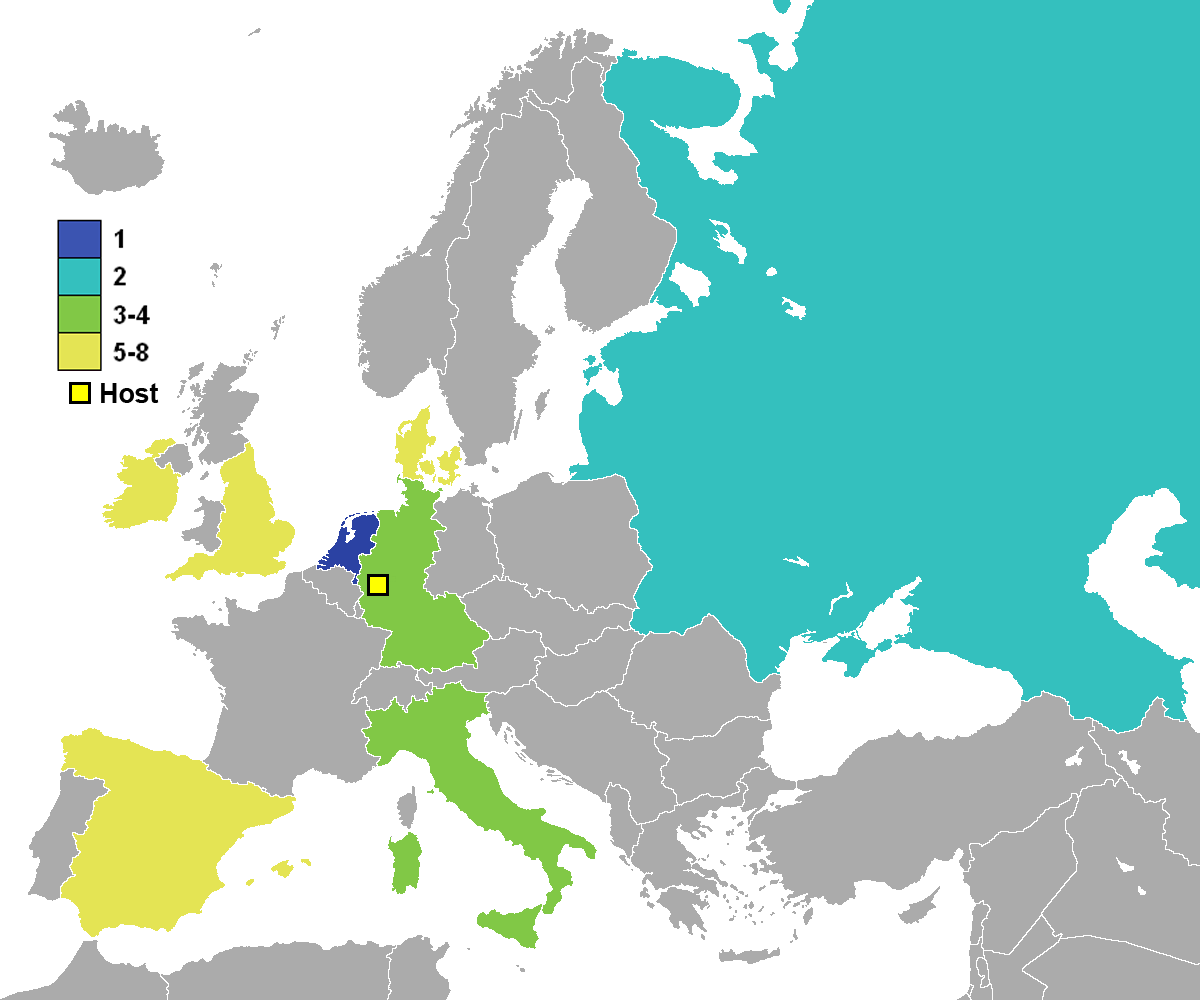
Mapa según los resultados del torneo.

#### Clasificación general
| Equipo | Equipo           | Pts | PJ | PG | PE | PP | GF | GC | Dif | Rend   |
| ------ | ---------------- | --- | -- | -- | -- | -- | -- | -- | --- | ------ |
| 1      | Países Bajos     | 8   | 5  | 4  | 0  | 1  | 8  | 3  | 5   | 80%    |
| 2      | Unión Soviética  | 7   | 5  | 3  | 1  | 1  | 7  | 4  | 3   | 70%    |
| 3      | Alemania Federal | 5   | 4  | 2  | 1  | 1  | 7  | 2  | 3   | 62.5%  |
| 4      | Italia           | 5   | 4  | 2  | 1  | 1  | 4  | 3  | 1   | 62.5%  |
| 5      | Irlanda          | 3   | 3  | 1  | 1  | 1  | 2  | 2  | 0   | 50%    |
| 6      | España           | 2   | 3  | 1  | 0  | 2  | 3  | 5  | −2  | 33.33% |
| 7      | Inglaterra       | 0   | 3  | 0  | 0  | 3  | 2  | 7  | −5  | 0%     |
| 8      | Dinamarca        | 0   | 3  | 0  | 0  | 3  | 2  | 7  | −5  | 0%     |

### Goleadores
| Jugador              | Goles | PJ | Minuto |
| -------------------- | ----- | -- | ------ |
| Luigi De Agostini    | 1     | 4  | 36'    |
| Alessandro Altobelli | 1     | 4  | 89'    |
| Roberto Mancini      | 1     | 4  | 269'   |
| Gianluca Vialli      | 1     | 4  | 356'   |